# Тумба (дем Довища)
Вижте пояснителната страница за други значения на Тумба.
Тумба (на гръцки: Τούμπα) е село в Гърция, разположено в дем Довища, област Централна Македония.

## География
Селото е разположено на около 15 километра югоизточно от град Сяр (Серес) в Серското поле, в южното подножие на планината Сминица (Меникио). Край селото е разположен Тумбенският манастир „Света Троица“.

## История

### Етимология
Според Йордан Н. Иванов името е от тумба, могила, възвишение. Индоевропейски корен, запазен в латинския глагол tumeo, старогръцки τύμβος, новогръцки τύμβη, надгробна могила.

### В Османската империя
През XIX век Тумба e гръцко дарнашко село, числящо се към Серската кааза на Отоманската империя. Александър Синве („Les Grecs de l’Empire Ottoman. Etude Statistique et Ethnographique“), който се основава на гръцки данни, в 1878 година пише, че в Думба (Doumba) живеят 256 гърци. В „Етнография на вилаетите Адрианопол, Монастир и Салоника“, издадена в Константинопол в 1878 година и отразяваща статистиката на населението от 1873 година, Тумба (Toumba) е посочено като село с 15 домакинства и 46 жители гърци.
В 1891 година Георги Стрезов определя селото като част от Сармусакликол и пише:
| „ | Тумба, последното село на Серската каза; на ЮИ от Сармусакли. От това село до Сяр има около 4 часа; пътят е добър, равен. Земята плодородна равнина за всичко. В Тумба, както и в околните села, тютюнът не върви. Църква, в която се чете гръцки. Една малка част е чифлик на някой си серянин Сердароглу. Къщи 30; жители 150 дърнаци. | “ |

Към 1900 година според статистиката на Васил Кънчов („Македония. Етнография и статистика“), населението на Тумба брои 200 българи-християни и 220 цигани. По данни на секретаря на Българската екзархия Димитър Мишев („La Macédoine et sa Population Chrétienne“) в 1905 година християнското население на Тумба (Кешишлик) (Toumba Kechichlik) се състои от 365 жители гърци, а на Тумба (Toumba) – от 200 гърци.

### В Гърция
През Балканската война селото е завзето от части на българската армия, но остава в Гърция след Междусъюзническата война.